# 57076 Mariocambi
57076 Mariocambi è un asteroide della fascia principale. Scoperto nel 2001, presenta un'orbita caratterizzata da un semiasse maggiore pari a 2,739055 UA e da un'eccentricità di 0,206163, inclinata di 8,211113° rispetto all'eclittica. Ha un diametro di 3,790 km.